# Западно-Тепловское нефтегазоконденсатное месторождение
 Западно-Тепловское нефтегазоконденсатное месторождение — расположено в Западно-Казахстанской области, в 25 км к северо-западу от г. Уральска. Находится в северной бортовой зоне Прикаспийской впадины.
По административному делению Контрактный участок Западно-Тепловский относится к Байтерекскому району Западно-Казахстанской области Республики Казахстан.

## О месторождении
Месторождение входит в Каменско-Тепловско-Токаревскую группу месторождений, которая состоит из восьми газоконденсатных и нефтегазоконденсатных месторождений: Токаревское, Каменское, Цыгановское, Ульяновское, Гремячинское, Восточно-Гремячинское, Западно-Тепловское, Тепловское.
Основная нефтегазоконденсатная залежь приурочена к рифогенной структуре и связана с подсолевыми пористо-кавернозными и трещиноватыми известняками артинского яруса (нижняя пермь). Незначительная залежь газа выявлена в трещиноватых доломитах кунгурского яруса (нижняя пермь). Залежь массивного типа. Глубина залегания нефтегазоконденсатной залежи 2733 м. Водонефтяной контакт находится на отметке минус 2850 м, газонефтяной контакт — на отметке минус 2825 м. Высота залежи 150 м. Средняя газонасыщенная мощность 38 м, нефтенасыщенная — 31,5 м. Пористость известняков 5-27 %, проницаемость 0,05-238 мД. Пластовое давление 33,1 МПа. Плотность нефти 840 кг/м³, содержание серы 0,55 %, смол 2,8 %. Газ газовой шапки на 82,6 % состоит из метана, этана 6,09 %, пропана 3,26 %. Содержание конденсата 228 г/м³.
Открыто в 1973 г. совместно с Уральской нефтегазовой экспедицией «Уральскнефтегазгеология». Начальный дебит скважины №.5 составил 600,0 тыс. м³/сут газа и 1500 т/сут конденсата.
В настоящее время месторождение разрабатывает Акционерное Общество «Совместное предприятие „Степной Леопард, ЛТД“».